# Kenneth de Koning
Kenneth de Koning (4 juli 1947) is een Surinaams tennisser.

## Biografie
Kenneth de Koning begon op zijn 13e met tennis en was lid van de vereniging Oase. Op zijn 16e werd hij voor het eerst landskampioen tijdens het herenenkel en hij herhaalde dit in 1965, 1966 en 1969. Ondertussen werd hij in 1965 uitgeroepen tot Sportman van het jaar. Ondertussen werd hij in 1965 verkozen tot Sporter van het jaar.
Hij volgde in 1967 zes trainingen bij de bekende tennistrainer Arthur Francois Savy in Venezuela en in 1970 bij onder meer Bob Mapes in Texas.
In 1968 ging hij naar Nederland voor deelname in het Nederlandse Davis Cupteam en speelde daarin samen met Nick Fleury, Jan Hordijk en Fred Hemmes. Nederland werd uitgeschakeld tegen Canada. Hij nam ook deel aan veel andere internationale toernooien en speelde gemengd dubbel met Betty Stoeve. Hij heeft gewonnen van tennissers als Nick Fleury (Nederlands kampioen), Mavi Paza (Venezuela's nummer 3) en David Pratt (Jamaica's nummer 3).
Hij trainde in 1969 het team van Venezuela tijdens de Davis Cup en vertrok later naar de Verenigde Staten, waar hij onder meer  trainer werd van het damestennis op de Texas A&M-universiteit. Hier ging hij in 2007 met pensioen.